# Frankrigs offentlige sektor
Frankrigs offentlige sektor består af den offentlige forvaltning og de statsejede virksomheder. Den første del står for at forberede, udrede og iværksætte beslutninger, som er taget
af politiske myndigheder og finansieres af skatterne. Den anden del består af et antal virksomheder, som staten besidder en afgørende indflydelse i og som bliver finansieret ved at sælge de varer eller tjenesteydelser, som de producerer. Den offentlige sektor i Frankrig beskæftiger 5,95 mio. mennesker, hvilket svarer til 26,3% af arbejdsstyrken. .

## Opdeling

### Den offentlige forvaltning
I Frankrig er den offentlige administration, benævnt APU, opdelt i de centrale APU'er (APUC : Staten, forskellige organer i centraladministrationen, universiteterne, Statens center for videnskabelig forskning, Det nationale kontor for beskæftigelsen), de lokale administrationer (APUL), administrationen af sociale ydelser og de etablissementer i statsadministrationen, der enten er forbundet til staten eller til en APUL.
Samlet set er der omkring 6,033 mio. ansatte.

### De statsejede virksomheder
I slutningen af 2002 kontrollerede den franske stat 1.600 virksomheder, med omkring 1,1 mio ansatte. Sektoren blev kraftigt formindsket under to bølger af privatiseringer i 1986-1988 og i 1993-2000, i alt forsvandt tæt på 3.000 virksomheder med 1,3 mio ansatte ud af offentligt ejerskab. Hovedaktiviteten er i dag produktionen af eksplosiver i SNPE og forskning og udvikling indenfor atomenergien i CEA. Derudover har staten stadig interesser i virksomheder indenfor jernbanedrift, post, elektricitet, gas og telekommunikation.